# Виктор Розен
Виктор Романович Розен е руски историк и арабист.

## Избрани трудове
- „Древнеарабская поэзия и её критика“ (СПб., 1872),
- „Известия Ал-Бекри и других авторов о Руси и славянах“ (в Приложении к XXXII т. „Записок Императорской Академии Наук“, 1878),
- „Император Василий Болгарский“ (Прил. к XLIV т. „Записок Имп. Академии Наук“, 1883),
- „Заметка о летописи Агапия Манбиджского“ („Журнал Мин. Народного Просвещения“, 1884),
- „Notiz über eine merkwürdige arab. Handschrift“ („Bulletin de l'Ас. Imp. des Sc.“, XXVI, 1879),
- „Zur arab. Literaturgeschichte der älteren Zeit. Ibn-Quteiba“ (ib., XXVII, 1880),
- „Les manuscrits arabes de l'Institut des langues orientales“ (СПб., 1877),
- „Notices sommaires des manuscrits arabes du Musée Asiatique“ (СПб., 1881),
- „Remarques sur les manuscrits orientaux de la Collection Marsiglià Bologne, suivies de la liste complète des manuscrits arabes de la même collection“ (Рим, 1885, „Atti della R. Accademia dei Lincei“, vol. XII),
- „Les manuscrits persans de l'Institut des langues orientales“ (Париж, 1896),
- „Collections scientifiques de l'Institut des langues orientales etc.“ (1891).